# Sirandu
Sirandu is een bestuurslaag in het regentschap Purbalingga van de provincie Midden-Java, Indonesië. Sirandu telt 2647 inwoners (volkstelling 2010).